# Štítnik
Štítnik este o comună slovacă, aflată în districtul Rožňava din regiunea Košice. Localitatea se află la altitudinea de 284 m deasupra n.m., se întinde pe o suprafață de 34,54 km2 și în 2017 număra 1.520 de locuitori.

## Istoric
Localitatea Štítnik este atestată documentar din 1243.

## Demografie
| An:                | 1994 | 2004   | 2014   | 2024   |
| ------------------ | ---- | ------ | ------ | ------ |
| Număr de persoane: | 1485 | 1501   | 1496   | 1463   |
| Diferență:         |      | +1,07% | −0,33% | −2,20% |

| An:                | 2023 | 2024   |
| ------------------ | ---- | ------ |
| Număr de persoane: | 1460 | 1463   |
| Diferență:         |      | +0,20% |